# Fear the Walking Dead: Dead in the Water
 (avril 2022).
La mise en forme du texte ne suit pas les recommandations de Wikipédia : il faut le « wikifier ».
Les points d'amélioration suivants sont les cas les plus fréquents :
- Les titres sont pré-formatés par le logiciel. Ils ne sont ni en capitales, ni en gras.
- Le texte ne doit pas être écrit en capitales (les noms de famille non plus), ni en gras, ni en italique, ni en « petit »…
- Le gras n'est utilisé que pour surligner le titre de l'article dans l'introduction, une seule fois.
- L'italique est rarement utilisé : mots en langue étrangère, titres d'œuvres, noms de bateaux, etc.
- Les citations ne sont pas en italique mais en corps de texte normal. Elles sont entourées par des guillemets français : « et ».
- Les listes à puces sont à éviter, des paragraphes rédigés étant largement préférés. Les tableaux sont à réserver à la présentation de données structurées (résultats, etc.).
- Les appels de note de bas de page (petits chiffres en exposant, introduits par l'outil «  Source ») sont à placer entre la fin de phrase et le point final[comme ça].
- Les liens internes (vers d'autres articles de Wikipédia) sont à choisir avec parcimonie. Créez des liens vers des articles approfondissant le sujet. Les termes génériques sans rapport avec le sujet sont à éviter, ainsi que les répétitions de liens vers un même terme.
- Les liens externes sont à placer uniquement dans une section « Liens externes », à la fin de l'article. Ces liens sont à choisir avec parcimonie suivant les règles définies. Si un lien sert de source à l'article, son insertion dans le texte est à faire par les notes de bas de page.
- La présentation des références doit suivre les conventions bibliographiques. Il est recommandé d'utiliser les modèles {{Ouvrage}}, {{Chapitre}}, {{Article}}, {{Lien web}} et/ou {{Bibliographie}}. Le mode d'édition visuel peut mettre en forme automatiquement les références.
- Insérer une infobox (cadre d'informations à droite) n'est pas obligatoire pour parachever la mise en page.

Pour une aide détaillée, merci de consulter Aide:Wikification.
Si vous pensez que ces points ont été résolus, vous pouvez retirer ce bandeau et améliorer la mise en forme d'un autre article.
 (avril 2022).
Si vous disposez d'ouvrages ou d'articles de référence ou si vous connaissez des sites web de qualité traitant du thème abordé ici, merci de compléter l'article en donnant les références utiles à sa vérifiabilité et en les liant à la section « Notes et références ».
The Walking Dead Fear the Walking Dead
Fear the Walking Dead: Dead in the Water est une web-série composée en six épisodes, et basée sur la série télévisé Fear the Walking Dead. Elle a été diffusée dans son intégralité le 10 avril 2022, sur le service de vidéo à la demande AMC+.

## Synopsis
La web-série raconte les origines de Jason Riley, antagoniste majeur de Fear the Walking Dead. Elle explore sa vie d officier avant de rencontrer et de devenir le commandant en second d'une secte apocalyptique. On en apprend plus sur ce qu’il s’est passé à bord de l'USS Pennsylvania, le sous-marin dans lequel il était officier d'armes.

## Intrigue
Jason Riley est officier d’armes à bord du sous-marin, USS Pennsylvania, alors que sur la terre ferme, le monde s’écroule. Jeune père, il va tout faire pour survivre et revoir son fils. Tout commence lorsqu’un membre de l’équipage meurt de l’appendicite et qu’il se réveille soudainement. Il attaque alors d’autres membres de l’équipage qui vont à leur tour se transformer.
L’USS Pennsylvania est infesté de rôdeurs. Riley et ses coéquipiers décident de se rendre au centre de commande du sous-marin. Ils sont rejoints par le commandant et reçoivent un ordre de leur supérieurs, sur la terre ferme, qui leur demandent de lancer un missile sur Chicago. Cependant, c’est là que se trouve la femme et le fils de Riley, Oliver. Il refuse catégoriquement ainsi que ses coéquipiers mais le commandant insiste. Riley l’abat lorsqu’il s’aperçoit que celui-ci a été mordu à la jambe. Ils sont ensuite aidés par d’autres membres de l’équipage qui vont ramener le sous-marin à la surface. Riley est sain et sauf. Il s’empresse d’appeler sa femme pour avoir des nouvelles mais celle-ci se fait tuer alors qu’il était en ligne avec.
Le temps passe, il n’a plus de raison de vivre et décide d’en finir quand soudain, un homme, Theodore Maddox, l’en empêche et l’enrôle dans sa secte.

## Distribution

### Acteurs principaux
- Nick Stahl : Jason Riley
- John Glover : Theodore Maddox
- Emmet Hunter : Capitaine Renwick
- Jon Lee : Farley
- Garrett Graham : Ginger

## Diffusion
La série est diffusée sur AMC+ dès le 10 avril 2022.

## Épisodes
1. Titre français inconnu (Something Bad[1])
2. Titre français inconnu (A Good Sailor)
3. Titre français inconnu (Do What Needs Doing)
4. Titre français inconnu (Incoming)
5. Titre français inconnu (We Have Orders)
6. Titre français inconnu (This Ain't It)